# جمعه (ترانه)
«جمعه» نام ترانه‌ای از فرهاد مهراد با شعر شهیار قنبری و آهنگسازی اسفندیار منفردزاده است. این ترانه توسط گوگوش نیز اجرا شده‌است و درباره ی اعتراضات سروده شده است .
چند ماه بعد از قیام سیاهکل، اسفندیار منفردزاده تصمیم گرفت آهنگی متأثر از آن بسازد. او از شهیار قنبری خواست تا ترانه‌ای دربارهٔ دلگیری غروب جمعه بنویسد. او هم چنین از فرهاد خواست تا این ترانه را بخواند.
این ترانه ابتدا تهیه‌کننده‌ای پیدا نمی‌کرد ولی خیلی زود به یکی از پرفروش‌ترین صفحه‌های موسیقی ایران تبدیل شد.

## دربارهٔ ترانه
اولین آهنگ فرهاد به زبان فارسی مرد تنها بود که مورد توجه عده‌ای از علاقه‌مندان موسیقی قرار گرفت اما موجب شهرت زیاد فرهاد نشد. چند ماه بعد در پی حمله چند چریک به پاسگاه ژاندارمری در سیاهکل و علنی شدن مبارزه با حکومت پهلوی(قیام سیاهکل)، اسفندیار منفردزاده در پی این حادثه تصمیم گرفت آهنگی بسازد. او از شهیار قنبری خواست تا ترانه‌ای دربارهٔ دلگیری غروب جمعه بنویسد. او هم چنین از فرهاد خواست تا این ترانه را بخواند.
این ترانه ابتدا تهیه‌کننده‌ای پیدا نمی‌کرد ولی خیلی زود به یکی از پرفروش‌ترین صفحه‌های موسیقی ایران تبدیل شد. منفردزاده برای احتیاط از گوگوش هم خواست که این ترانه را بخواند تا اگر آهنگ فرهاد پرطرفدار نشد، اجرای گوگوش را روانه بازار کند اما نیازی به آن نشد و اجرای گوگوش تا دو سال پخش نشد.
اسنفدیار منفردزاده می‌گوید زمانی که از شهیار قنبری خواست ترانه‌ای در مورد دلگیر بودن غروب جمعه بسراید و از فرهاد خواست این ترانه را بخواند، به آنها نگفت که این آهنگ را برای سیاهکل ساخته و این موضوع فقط در ذهن او بوده است. فرهاد هم در مصاحبه‌ای تایید کرده با این‌که با توجه به جو زمانه و گرایش‌های منفردزاده حدس‌هایی می‌زده اما هیچ وقت در این مورد صحبتی بین آنها نشده است.
ترانه‌سرای جمعه، شهیار قنبری در کتاب دریا در من که شامل مجموعه‌ای از ترانه‌سروده‌های اوست، ضمن بازنشر شعر جمعه در پانویس این شعر مطلبی نوشته که در آن به جزئیاتی دربارهٔ چگونگی خلق این ترانه و عوامل سازنده آن اشاره شده‌است. وی می‌نویسد:
 در یک عصر جمعه، ترانهٔ جمعه را در خانهٔ اسفندیار نوشتم. روبروی سازمان سینما پیام. بلوار الیزابت دوم. ترانه را به امیر نادری و فیلم خداحافظ رفیق‌اش، دوستانه پیشکش کردیم. روی جلد صفحهٔ چهل و پنج دور، سه تصویر سپید و سیاه از جوانی ما. پشت جلد. دستانی چروکیده. پیر. سیاه. گرسنه. پای این تصویر نوشتم: ـ نازنین، هدیه‌ای به تو که هر روزت، جمعه است. ترانهٔ آمنه، با صدای آغاسی، هم‌زمان منتشر شد. جمعه، پیروزی ترانهٔ نوین بود. اسفندیار ساعتی به انتظار تمام شدن نوبت خواندن فرهاد می‌نشیند و ساعت سه بامداد او را به همراه شهبال شب‌پره یکی از اعضای گروه بلک‌کتز که فرهاد خوانندهٔ آن است برمی‌دارد و از رستوران کوچینی در حوالی «بلوار الیزابت» راه به راه می‌رانند تا برسند به «استودیو طنین» در خیابان «ثریا» کوچهٔ «رامسر». دیروقت است و چیزی به پگاه نمانده، قبل از اینکه «فرهاد» از پا در بیاید و به خواب بیفتد باید کار را تمام کرد. پس «شهبال شب‌پره» پشت درام می‌نشیند و محمد اوشال روی کلیدهای پیانو خم می‌شود و گیتار هم که دست خود «فرهاد» است. «اسفندیار منفردزاده» یک‌بار ملودی را با سوت می‌زند و زمزمه می‌کند. شهرام غواص را صدا می‌زنند که بیاید «سوت» را بزند (شهرام غواص یکی از خوانندگان پاپ بود که در سال ۱۳۵۱ با اولین صفحه خود با آهنگهای «یه پارچه نمک» و «پرواز بدون پرواز» معرفی شد). می‌آید. می‌زند و پشت‌بندش «فرهاد» می‌خواند. . کل کار و اجرا در یک برداشت ـ بدون تکرار دوباره ـ ضبط و تمام می‌شود. ساعتی بعد که پگاه سر می‌زند، ترانهٔ «جمعه» متولد شده‌است.

## متن ترانه جمعه
متن شعر:
| توی قاب خیس این پنجره‌ها       |  | عکسی از جمعهٔ غمگین می‌بینم           |
| چه سیاهه به تنش رخت عزا       |  | تو چشاش ابرای سنگین می‌بینم          |
| داره از ابر سیاه خون می‌چکه    |  | جمعه‌ها خون جای بارون می‌چکه          |
| نفسم درنمیاد، جمعه‌ها سرنمیاد  |  | کاش می‌بستم چشامو، این ازم برنمیاد   |
| داره از ابر سیاه خون می‌چکه    |  | جمعه‌ها خون جای بارون می‌چکه          |
| عمر جمعه به هزار سال می‌رسه    |  | جمعه‌ها غم دیگه بیداد می‌کنه          |
| آدم از دست خودش خسته می‌شه     |  | با لبای بسته فریاد میکنه            |
| داره از ابر سیاه خون می‌چکه    |  | جمعه‌ها خون جای بارون می‌چکه          |
| جمعه وقت رفتنه، موسم دل کندنه |  | خنجر از پشت می‌زنه، اون که همراه منه |
| داره از ابر سیاه خون می‌چکه    |  | جمعه‌ها خون جای بارون می‌چکه          |

## کپی برداری فیلم شعله
فیلم هندی شعله (فیلم ۱۹۷۵) در یکی از آهنگ های معروفش (رقص بسنتی روی شیشه) کپی واضحی از ملودی این اثر داشت. به طوری که اگر همان ملودی را برای یک ایرانی پخش کنید یاد فیلم شعله می افتد و اصلا اشاره ای به آهنگ جمعه نمی کند.